# Pierwszy rząd Andrusa Ansipa
Pierwszy rząd Andrusa Ansipa – rząd Republiki Estońskiej funkcjonujący od 13 kwietnia 2005 do 5 kwietnia 2007.
Rząd powstał w trakcie X kadencji Riigikogu po dymisji dotychczasowego premiera Juhana Partsa z partii Res Publica i rozpadzie koalicji. Na czele nowego gabinetu stanął dotychczasowy minister gospodarki, Andrus Ansip z Estońskiej Partii Reform (RE). Gabinet współtworzyły Estońska Partia Centrum (KE) i Estoński Związek Ludowy (ERL). Rząd zakończył swoje urzędowanie po następnych wyborach.

## Skład rządu
| funkcja                         | minister         | partia | okres urzędowania    | okres urzędowania    |
| funkcja                         | minister         | partia | od                   | do                   |
| ------------------------------- | ---------------- | ------ | -------------------- | -------------------- |
| premier                         | Andrus Ansip     | RE     | 13 kwietnia 2005     | 5 kwietnia 2007      |
| minister edukacji i badań       | Mailis Reps      | KE     | 13 kwietnia 2005     | 5 kwietnia 2007      |
| minister sprawiedliwości        | Rein Lang        | RE     | 13 kwietnia 2005     | 5 kwietnia 2007      |
| minister obrony                 | Jaak Jõerüüt     | RE     | 13 kwietnia 2005     | 10 października 2005 |
| minister obrony                 | Jürgen Ligi      | RE     | 10 października 2005 | 5 kwietnia 2007      |
| minister środowiska             | Villu Reiljan    | ERL    | 13 kwietnia 2005     | 8 października 2006  |
| minister środowiska             | Rein Randver     | ERL    | 11 października 2006 | 5 kwietnia 2007      |
| minister kultury                | Raivo Palmaru    | KE     | 13 kwietnia 2005     | 5 kwietnia 2007      |
| minister gospodarki i łączności | Edgar Savisaar   | KE     | 13 kwietnia 2005     | 5 kwietnia 2007      |
| minister finansów               | Aivar Sõerd      | ERL    | 13 kwietnia 2005     | 5 kwietnia 2007      |
| minister ds. narodowościowych   | Paul-Eerik Rummo | RE     | 13 kwietnia 2005     | 5 kwietnia 2007      |
| minister ds. regionalnych       | Jaan Õunapuu     | ERL    | 13 kwietnia 2005     | 5 kwietnia 2007      |
| minister spraw wewnętrznych     | Kalle Laanet     | KE     | 13 kwietnia 2005     | 5 kwietnia 2007      |
| minister spraw społecznych      | Jaak Aab         | KE     | 13 kwietnia 2005     | 5 kwietnia 2007      |
| minister spraw zagranicznych    | Urmas Paet       | RE     | 13 kwietnia 2005     | 5 kwietnia 2007      |
| minister rolnictwa              | Ester Tuiksoo    | ERL    | 13 kwietnia 2005     | 5 kwietnia 2007      |